# Józefy (Mazovie)
Pour les articles homonymes, voir Józefy.
Józefy (prononciation : [juˈzɛfɨ]) est un village polonais situé dans la gmina de Wierzbno dans le powiat de Węgrów et en voïvodie de Mazovie dans le centre-est de la Pologne.
Ce village se trouve à environ 16 kilomètres au sud-ouest de Węgrów (chef-lieu du powiat) et à 58 kilomètres à l'est de Varsovie (capitale de la Pologne).
Le village a une population de 90 habitants en 2006.

## Histoire
De 1975 à 1998, le village appartenait administrativement à la voïvodie de Siedlce.